# Epochrinopsis rivellioides
Epochrinopsis rivellioides är en tvåvingeart som beskrevs av Erich Martin Hering 1961. Epochrinopsis rivellioides ingår i släktet Epochrinopsis och familjen borrflugor.
Artens utbredningsområde är Bolivia. Inga underarter finns listade i Catalogue of Life.